# Pomnik Krzysztofa Komedy-Trzcińskiego w Poznaniu
Pomnik Krzysztofa Komedy-Trzcińskiego – pomnik Krzysztofa Komedy zlokalizowany w Poznaniu przy ul. Przybyszewskiego, przed Centrum Kongresowo-Dydaktycznym Uniwersytetu Medycznego (wcześniej stał na narożniku ulic Bukowskiej i Przybyszewskiego, w ogrodzie otaczającym Collegium Stomatologicum). Komeda był absolwentem Akademii Medycznej w Poznaniu – laryngologiem.
Pomnik odsłonięto 19 listopada 2010, o godz. 13.00, w ramach obchodów 90-lecia Uniwersytetu Medycznego, w obecności m.in. Ireny Orłowskiej, siostry Komedy. Projektantem obiektu był Adam Dawczak-Dębicki. Monument z brązu przedstawia muzyka, z kamertonem przy uchu, przeglądającego "pod światło" klatki filmowe, wykonane ze szkła, zawierające zdjęcia z filmów, które współtworzył. Pomnik pokazuje Komedę, jako autora muzyki filmowej i jazzmana, oddanego swojemu zajęciu. Ubrany jest licho, stoi w rozczłapanych butach.
Podczas aktu odsłonięcia dzieła, rektor UM Jacek Wysocki, powiedział: W historii naszej uczelni pozostała pamięć o Komedzie jako absolwencie wydziału lekarskiego. Jednak miłość do muzyki była silniejsza i to jej poświęcił życie. Odsłaniamy pomnik, który niech przypomina wszystkim, że medycyna i sztuka są ze sobą powiązane. Tak jak wrażliwość na piękno ma wiele wspólnego z wrażliwością na cierpienie człowieka. Niech zapamiętają o tym nasi studenci, którzy każdego dnia będą przechodzić obok tego miejsca.
Fundatorami pomnika byli: spółka Aesculap Chifa, wydawnictwo Termedia i wydawnictwo Via Medica. Inicjatorami postawienia byli natomiast pracownicy uczelni.
W połowie marca 2012 pomnik został zniszczony (przewrócony i częściowo połamany) przez wandali. Renowacja w Gdyni (w pracowni autora) kosztowała 80 000 złotych. Rzeźba powróciła do Poznania we wrześniu 2012 i stanęła w pobliżu poprzedniej lokalizacji – przed Centrum Kongresowo-Dydaktycznym Uniwersytetu Medycznego.